# Oleksandr Zintsjenko (politicus)

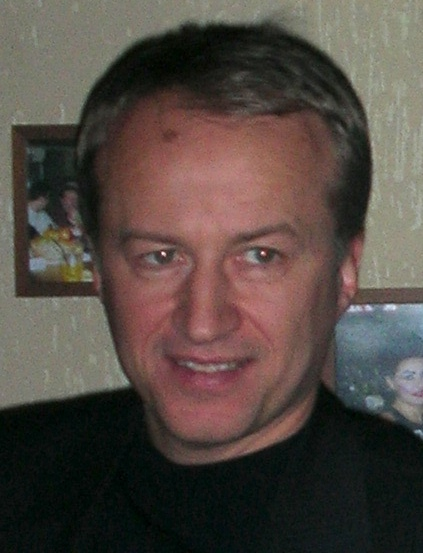
Zintsjenko in 2005

Oleksandr Oleksijovytsj Zintsjenko (Oekraïens: Олександр Олексійович Зінченко) (Slavoeta (oblast Chmelnytsky), 16 april 1957 - Kiev, 9 juni 2010) was een Oekraïens politicus en voormalig directeur-generaal van het National Space Agency van Oekraïne. Oleksandr Zintsjenko had een controversiële carrière in de leiding van de Komsomol. Hij was actief in zowel Rusland als Oekraïne. In 1996 werd hij lid van de Sociaal-Democratische Partij van Oekraïne, die Leonid Koetsjma steunde. Tijdens de Oekraïense presidentsverkiezingen 2004 werd hij echter campagneleider van anti-Koetsjma-kandidaat Viktor Joesjtsjenko. In september 2005 distantieerde hij zich van Joesjtsjenko en beschuldigde hem van corruptie. In 2008 nam hij zitting in de gemeenteraad van Kiev namens het Blok Joelija Tymosjenko. Van februari 2009 tot maart 2010 was hij directeur-generaal van het National Space Agency van Oekraïne.
Voor zijn dood was bij Zintsjenko kanker geconstateerd. Hoewel hij inmiddels genezen was verklaard, bezweek hij toch aan deze ziekte. Hij ligt begraven op de Bajkove-begraafplaats.